# Italia Federale
Italia Federale (If) fou un moviment polític italià fundat el 22 d'octubre de 1996 per Irene Pivetti després de la seva expulsió de la Lliga Nord el 12 de setembre precedent.
El 29 de gener de 1998 Italia Federale va confluir en el Rinnovamento Italiano.